# 国際Bマッチ
国際Bマッチ（こくさい・ビー・マッチ）はサッカーの国際試合において、国際Aマッチ（A代表=フル代表同士の対戦）に該当しないナショナルチーム同士の試合のことをいう。
ナショナルチームの場合、国によってA代表以外の年齢制限のない代表（B代表、国選抜などの表現）が存在するが、必ずしも国際サッカー連盟（FIFA）がB代表などを作ることを規定しているわけではない。（ただし、A代表、オリンピック、ユース等の年代別の代表チームは保有することになっている）
国際Bマッチは、A代表の対戦相手がオリンピックやユース等、A代表以外のクラスの代表チーム（あるいは国選抜チーム）と対戦する場合に表現される。最近では日本五輪代表が、2008年の3月にアンゴラA代表と、2016年の5月には、ガーナA代表と対戦するなどしている。この場合、A代表に選ばれた選手がこの試合に出たとしても、A代表の出場キャップにはカウントされず、FIFA世界ランキングの順位変動にも影響しない。
ただし、かつてはホーム側がA代表の場合、対戦相手がA代表以外のナショナルチームであってもAマッチとみなされた場合があった。